# بطولة كرة القدم الألمانية 1929
بطولة كرة القدم الألمانية 1929 هو الموسم 22 من بطولة كرة القدم الألمانية ‏. أقيم خلال الفترة 9 يونيو 1929 وحتى 28 يوليو 1929، وأشرف على تنظيمه اتحاد ألمانيا لكرة القدم، وكان عدد الأندية المشاركة فيه 16، وفاز فيه غرويتر فورت.